# Richard Wang (Trompeter)
Richard Wang (* 4. Juli 1928 in Chicago; †  10. Oktober 2016) war ein US-amerikanischer Jazztrompeter, Autor, Hochschullehrer und Publizist.

## Leben und Wirken
Wang trat bereits als Jugendlicher professionell in Chicagoer Clubs und Theatern auf; in den 1950er-Jahren spielte er unter anderem mit dem Pianisten Genaro Espósito. Zunächst unterrichtete er am Wilson Junior College in Chicago, später am Jazz Institute of Chicago der University of Illinois, das er auch mehrere Jahre leitete; zu seinen Studenten gehörten Roscoe Mitchell, Joseph Jarman, Anthony Braxton, Henry Threadgill, Ari Brown und Malachi Favors. Ab 1973 leitete er das UIC Jazz Ensemble.
Wangs Forschungen beschäftigten sich unter anderem mit Duke Ellingtons Musikkomödie Jump for Joy, die er für einen Auftritt der Pegasus Players rekonstruierte, was ihm lobende Rezensionen in Blättern wie Newsweek und U.S. News & World Report einbrachte. 1990 war er im Rahmen des Chicago Jazz Festivals an der Aufführung von Charles Mingus’ Epitaph beteiligt. Er schrieb Beiträge für Black Music Research Journal, Musical Quarterly, Jazz Educators Journal, meist Artikel zur Geschichte des Jazz, speziell zur Entwicklung des Bebop; ferner war er Autor biografischer Beiträge (unter anderem über Nat King Cole und Benny Goodman) für The New Grove Dictionary of Jazz.

## Publikationen (Auswahl)
- Jazz circa 1945 – A Confluence of Styles. Musical Quarterly 59, no, 4, (October 1, 1973), S. 545. Enthalten in: Frank Tirro: Jazz. A History. New York: W. W. Norton & Co., 1993
- Researching the New Orleans-Chicago Jazz Connection: Tools and Methods. Black Music Research Journal, Vol. 8, No. 1 (1988)
- Jazz in Chicago: A Historical Overview. Black Music Research Bulletin, Vol. 12, no. 2 (Oktober 1990), S. 8–11